# Hina Sugita
Hina Sugita (杉田 妃和, Sugita Hina, Kitakyushu, 31 januari 1997) is een Japans voetbalster die als middenvelder speelt bij INAC Kobe Leonessa.

## Carrière

### Clubcarrière
Sugita begon haar carrière in 2015 bij INAC Kobe Leonessa.

### Interlandcarrière
Sugita nam met het Japans nationale elftal O17 deel aan het WK onder 17 in 2012 en WK onder 17 in 2014. Zij scoorde daarin zes doelpunten en Japan behaalde goud op het WK onder 17 in 2014. Zij nam met het Japans nationale elftal O20 deel aan het WK onder 20 in 2016. Japan behaalde brons op het wereldkampioenschap.
Sugita maakte op 2 augustus 2018 haar debuut in het Japans vrouwenvoetbalelftal tijdens een wedstrijd tegen Australië. Ze heeft zes interlands voor het Japanse elftal gespeeld.

## Statistieken
| Japans vrouwenvoetbalelftal | Japans vrouwenvoetbalelftal | Japans vrouwenvoetbalelftal |
| Jaar                        | Wed.                        | Dlp.                        |
| --------------------------- | --------------------------- | --------------------------- |
| 2018                        | 1                           | 0                           |
| 2019                        | 14                          | 0                           |
| Totaal                      | 15                          | 0                           |